# Heloci
Heloci (gr. εἵλωτες heilotes - jeniec) – jedna z warstw ludności Sparty, składająca się z mieszkańców podbitej Lakonii i Mesenii.
Przywiązani do ziemi niewolnicy, byli podstawową siłą roboczą na spartańskiej wsi, pracującą na utrzymanie spartiatów (hoplitów). Mieli ograniczone prawa, nie posiadali wolności osobistej, nie można było ich sprzedać (byli własnością państwa). Uprawiali ziemię spartiatów, z czego 50% plonów mogli wykorzystywać na własne utrzymanie. Wolno im było zakładać rodziny, gdyż zwiększali w ten sposób swoją liczebność i jednocześnie tak cenną dla Spartan siłę roboczą. Mogli posiadać skromny majątek oraz praktykować swoją religię. Poza tym heloci byli obowiązani do osobistych posług wobec Spartan (towarzyszyli na przykład swym panom w czasie wypraw wojennych jako lekkozbrojni), wykonywania prac rzemieślniczych, stawania do robót publicznych na wezwanie władz.
Heloci zasłużeni wobec Sparty mogli uzyskać wyzwolenie, którego indywidualny Spartanin nie mógł im przyznać. W źródłach można spotkać kilka określeń dla różnych kategorii helotów zmieniających status: aphetai (wyzwoleni), adespotoi („bez panów”), desposionautai (związani z flotą) i neodamodeis („nowi członkowie demosu”). Brak danych, wedle jakich kryteriów przydzielano do nich i czym się różniły one między sobą.
Obawa buntu helotów był jednym z podstawowych czynników determinujących charakter całego życia spartańskiego. Spartanie niechętnie udawali się na dalekie wyprawy, byli przeciwni udziałowi w konfliktach, które wymagałyby wysyłania dużej armii, część jej była potrzebna do pilnowania helotów.
Tukidydes opisuje sytuację, gdy szukali Lacedemończycy pozoru dla wysłania z kraju helotów, którzy korzystając ze złej sytuacji Sparty, kiedy Pilos znajdowało się w rękach nieprzyjaciela, mogliby wywołać rozruchy. Lękając się ich natury buntowniczej i ich wielkiej liczby, albowiem przy wszystkich prawie decyzjach liczą się Lacedemończycy z zagadnieniem helotów – uciekli się nawet raz do podstępu. Tych helotów, którzy według własnego mniemania odznaczyli się na wojnie, wezwali do zgłoszenia się. Zapowiedzieli, że dadzą im wolność. W rzeczywistości miała to być próba: sądzili bowiem, że ci heloci, którzy najbardziej pragną wolności, pierwsi także ośmielą się zbuntować przeciw Lacedemończykom. Wybrano z nich około dwóch tysięcy; z wieńcami na głowie obchodzili oni świątynie jako ci, którzy mają być wyzwoleni; niedługo potem zniknęli i nikt nie wiedział, co się z nimi stało.
Zawierając pokój Nikiasza Ateny i Sparta zawarły także przymierze, zobowiązujące obie strony do wzajemnej pomocy w razie ataku państwa trzeciego. Znaczący był punkt o udzieleniu pomocy Sparcie także w wypadku buntu helotów: Jeśli zaś zbuntują się niewolnicy (ἡ δουλεία ἐπανιστῆται), Ateńczycy przyjdą Lacedemończykom w miarę swych sił z pomocą, przy braku zobowiązania wzajemnego.